# Det skete i Svendborg
|  | Denne artikel er oprettet af botten Steenthbot ud fra en ekstern database. Den kan derfor have sproglige fejl eller mangler. Denne skabelon kan fjernes efter kontrol af indholdet. |

Det skete i Svendborg er en dansk dokumentarisk optagelse.

## Handling
Amatøroptagelser af forskellige begivenheder i Svendborg:
1. Formentlig i forbindelse med Idrætsugen: vægtløftning, kvinde- og herrehåndbold i badmintonhallen, det meget underholdende 'dystløb' i havnen, svømmestævne i svømmehallen: danmarksmester Viggo Esmann fra Aarhus beundres for sin stil, Lykke Larsen stiller op i brystsvømning, Erik Larsen i rygcrawl.
2. Dyrskuet i Svendborg den 14. juni. Hans Lyder Hansen fra Ellerup er en kendt hesteavler. Fyns Rideklubs Svendborg-afdeling giver opvisning på pladsen. Et historisk optog: Christian 4.'s besøg i Svendborg i 1627 genopleves.
3. Færgeoverfarten mellem Svendborg og Tåsinge, m/s Fritz Juel.
4. Udflugt til Taasinge med skydekonkurrence, optog og frokost i det grønne. Badende børn og en ung pige, der ruller og ryger en cigaret.
5. Idrætsugen den 4. juni: indmarch på Høje Bøge Stadion, borgmesteren holder åbningstale, atletik-discipliner, gymnastikopvisning for piger og kvinder, fodbold Akademisk Boldklub-Svendborg, slagtere mod bagere spiller penge ind til julelotteriet, boksning.

Årstal for optagelserne ikke angivet.